# I Am Cereals
I Am Cereals ist eine ehemalige österreichische Electro-Pop-Band aus Niederösterreich.

## Geschichte
2007 entstand das Kollektiv I Am Cereals auf Initiative von Ben Martin (Gitarre, Gesang), der über diesen Weg tanzbare Musik veröffentlichen wollte. Er nahm Kontakt zu ehemaligen Mitgliedern der Schülerband Streets Ahead auf und lud fünf Musiker und Freunde aus St. Pölten in die Band ein. Dazu gehörten Gerald Huber (Gesang; Mitglied der Beatboxing-Band Bauchklang), Christopher Richter (Bass; Solo-Projekt Richter, Mono & Nikitaman, Hansi Lang), Daniel Letschka (Schlagszeug), Felix Teiretzbacher (Saxophon, Keyboards, Begleitgesang) und Marcus Hufnagl (Keyboard). Als Songwriter war vorwiegend Ben Martin tätig, das Management der Band teilten sich Huber und Martin. Die Ausstattung und Einkleidung der Musiker übernahm eine Wiener Designerin. Der Bandname „I Am Cereals“ beruhte auf einem humorigen Wortspiel mit der englischen Wendung „I Am Serious“ (deutsch „Ich meine es ernst“).
2008 brachten I Am Cereals die Single French Parade heraus, welche erfolgreich auf dem Sender FM4 lief. Im Mai 2009 erschien das selbstbetitelte Debütalbum bei Ben Martins Label Violet Noise Records (Vertrieb Hoanzl). Der Veröffentlichung schloss sich eine kurze Tour durch Deutschland, Schweiz und Österreich an (u. a. Chelsea in Wien). Außerdem trat I Am Cereals bei dem Musikfestival Beatpatrol 2009 in St. Pölten auf. Im gleichen Jahr war die Band für den FM4 Award, der im Rahmen der Amadeus Austrian Music Award verliehen wird, nominiert. Bei der Amadeus-Verleihung 2009 kamen sie unter die fünf Finalisten, es gewann jedoch letztlich die Band Kreisky. Internationale Aufmerksamkeit erregte die Coverversion des Roxette-Hits The Look von I Am Cereals (erschienen 2009 auf der Kompilation Death To The 80s), da Per Gessle das Video auf seiner Twitterseite verlinkte. Die deutsche Zeitschrift Musikexpress stufte I Am Cereals als „nächste große österreichische Hoffnung“ ein.
2011 veröffentlichten I Am Cereals ihr zweites Album Galaxy. Im gleichen Jahr traten sie beim Festival Beatpatrol als Opener auf. Danach wurde es ruhig um die Band. Ihre letzte Veröffentlichung war der Song Sour Times auf dem 2012 erschienenen Sampler Death To The 90s. Auf der ehemaligen Band-Homepage gaben die Musiker von 2016 bis zur Abschaltung bekannt, dass sie derzeit nur bei individuellen Projekten, aber nicht als Band I Am Cereals aktiv seien.

## Musikalischer Stil
I Am Cereals bezeichneten ihre Musik als „eleganten, tanz-animierenden Trash Pop“, „Black Electro Pop Soul“ oder „alternativen Elektronikpop“. Ihre – ausschließlich englischsprachigen – Songs zeigten sich vom Synthiepop und Funk (z. B. Prince) der 1980er Jahre beeinflusst. Gerald Huber und Bandgründer Ben Martin, der bis dahin für überwiegend melancholischen Indie-Pop bekannt war, gingen mit diesem Bandprojekt für sie musikalisch neue Wege.

## Diskografie
Alben
- 2009: I Am Cereals (Violet Noise Records / Hoanzl)
- 2011: Galaxy (Violet Noise Records / Hoanzl)

Singles
- 2007: Out of Order (Explicit) (Violet Noise Records)
- 2008: French Parade (Violet Noise Records)